# Championnat de Yougoslavie de football 1967-1968
Navigation
Saison précédente Saison suivante
La saison 1967-1968 du Championnat de Yougoslavie de football est la trente-neuvième édition du championnat de première division en Yougoslavie. Les seize meilleurs clubs du pays prennent part à la compétition et sont regroupées en une poule unique où chaque formation affronte deux fois ses adversaires, à domicile et à l'extérieur. En fin de saison, pour élargir le championnat à 18 équipes, aucun équipe n'est reléguée et les deux meilleures équipes de deuxième division sont promues.
C'est le club du FK Étoile rouge de Belgrade qui remporte la compétition, en terminant en tête du classement final, avec cinq points d'avance sur le FK Partizan Belgrade et huit sur le Dinamo Zagreb. C'est le 8e titre de champion de Yougoslavie de l'histoire du club, qui réussit le doublé en écrasant en finale de la Coupe de Yougoslavie (7-0) le FK Bor, club de deuxième division.

## Les clubs participants
- Partizan Belgrade
- Dinamo Zagreb
- FK Étoile rouge de Belgrade
- Hajduk Split
- FK Vojvodina Novi Sad
- NK Rijeka
- FK Radnicki Nis
- NK Maribor - Promu de D2
- Velez Mostar
- NK Zagreb
- OFK Belgrade
- FK Vardar Skopje
- FK Sarajevo
- FK Zeljeznicar Sarajevo
- Proleter Zrenjanin - Promu de D2
- Olimpija Ljubljana

## Compétition

### Classement
Le classement est effectué en utilisant le barème classique (victoire à 2 points, match nul un point, défaite zéro point).
| Rang | Équipe                          | Pts | J  | G  | N  | P  | Bp | Bc | Diff |
| ---- | ------------------------------- | --- | -- | -- | -- | -- | -- | -- | ---- |
| 1    | FK Étoile rouge de Belgrade (C) | 43  | 30 | 16 | 11 | 3  | 64 | 30 | +34  |
| 2    | FK Partizan Belgrade            | 38  | 30 | 15 | 8  | 7  | 45 | 31 | +14  |
| 3    | Dinamo Zagreb                   | 35  | 30 | 12 | 11 | 7  | 45 | 33 | +12  |
| 4    | Hajduk Split                    | 34  | 30 | 12 | 10 | 8  | 44 | 37 | +7   |
| 5    | FK Zeljeznicar Sarajevo         | 33  | 30 | 12 | 9  | 9  | 44 | 34 | +10  |
| 6    | FK Vardar Skopje                | 30  | 30 | 10 | 10 | 10 | 31 | 37 | -6   |
| 7    | FK Sarajevo (T)                 | 29  | 30 | 13 | 3  | 14 | 46 | 39 | +7   |
| 8    | Proleter Zrenjanin (P)          | 29  | 30 | 10 | 9  | 11 | 35 | 44 | -9   |
| 9    | FK Radnicki Nis                 | 28  | 30 | 13 | 2  | 15 | 36 | 48 | -12  |
| 10   | NK Zagreb                       | 27  | 30 | 10 | 7  | 13 | 53 | 54 | -1   |
| 11   | Olimpija Ljubljana              | 27  | 30 | 9  | 9  | 12 | 33 | 46 | -13  |
| 12   | NK Maribor (P)                  | 27  | 30 | 8  | 11 | 11 | 38 | 53 | -15  |
| 13   | FK Vojvodina Novi Sad           | 26  | 30 | 7  | 12 | 11 | 28 | 30 | -2   |
| 14   | Velez Mostar                    | 26  | 30 | 9  | 8  | 13 | 33 | 40 | -7   |
| 15   | OFK Belgrade                    | 25  | 30 | 9  | 7  | 14 | 38 | 46 | -8   |
| 16   | NK Rijeka                       | 25  | 30 | 8  | 7  | 15 | 37 | 48 | -11  |

|  | Qualification pour la Coupe d'Europe des clubs champions 1968-1969 et la Coupe Mitropa 1968-1969  |
|  | Qualification pour la Coupe des villes de foires 1968-1969                                        |
|  | Qualification pour la Coupe Mitropa 1968-1969                                                     |
|  | (T) : Tenant du titre (C) : Vainqueur de la Coupe de Yougoslavie (P) : Promu de deuxième division |

## Bilan de la saison
| Championnat de Yougoslavie de football 1967-1968                        |                                        |
| Champion                                                                | FK Étoile rouge de Belgrade (8e titre) |
| Coupes et trophées                                                      |                                        |
| Vainqueur de la Coupe de Yougoslavie 1967-1968                          | FK Étoile rouge de Belgrade            |
| Qualifications continentales                                            |                                        |
| Coupe d'Europe des clubs champions 1968-1969                            | FK Étoile rouge de Belgrade            |
| Coupe des Coupes 1968-1969                                              | FK Bor (D2)                            |
| Coupe des villes de foires 1968-1969                                    | Dinamo Zagreb                          |
| Coupe des villes de foires 1968-1969                                    | FK Vojvodina Novi Sad                  |
| Coupe des villes de foires 1968-1969                                    | Olimpija Ljubljana                     |
| Coupe Mitropa 1968-1969                                                 | Étoile rouge de Belgrade               |
| Coupe Mitropa 1968-1969                                                 | FK Vardar Skopje                       |
| Coupe Mitropa 1968-1969                                                 | Hajduk Split                           |
| Coupe Mitropa 1968-1969                                                 | Zeljeznicar Sarajevo                   |
| Promotions et relégations                                               |                                        |
| Promus en Prva Liga                                                     | NK Celik Zenica                        |
| Promus en Prva Liga                                                     | FK Bor                                 |
| Relégués en Championnat de Yougoslavie de football de deuxième division | Aucun                                  |